# Hans Poelzig
Hans Poelzig, född 30 april 1869 i Berlin, död 14 juni 1936 i Berlin, var en tysk målare, arkitekt, och högskolelärare. Han har blivit känd för sina verk inom den arkitektoniska expressionismen och den nya sakligheten. Han ritade bland annat IG Farbens förvaltningsbyggnad i Frankfurt am Main (idag Poelzig-Bau) 1928-1931, Haus des Rundfunks i Berlin (1929) och bostäder i Siedlung am Fischtalgrund i Berlin-Zehlendorf. Han medverkade även i arbetet med Weissenhofsiedlung och deltog i arkitekturföreningen Der Ring.

## Biografi
Poelzig föddes som sjätte barn till grevinnan Clara Henriette von Poelzig, dotter till greve Alexander von Hanstein Graf von Pölzig und Beiersdorf. Hennes brittiska man, redaren George Acland Ames bestred faderskapet och tog ut skilsmässa varpå Hans Poelzig växte upp hos fosterföräldrar. Fosterföräldrarna var en kördirigent och hans fru som bodde i Stolpe utanför Berlin. Poelzig studerade höghusbyggande vid Technische Hochschule i Charlottenburg. Bland hans tidigare verk märks rådhuset i Löwenberg i Schlesien och Oberschlesienturm i Posen (Poznań).  Hans karriär tog fart när han blev lärare vid Königliche Kunst- und Kunstgewerbeschule i Breslau (idag Wrocław) och 1903 direktör för skolan. I Breslau ritade Poelzig bland annat en utställningspaviljong som ligger i anslutning till världskulturarvet Jahrhunderthalle och ett kontorshus på Junkernstrasse. År 1916 blev han stadsbyggnadsdirektör i Dresden och 1919 ordförande i Deutscher Werkbund. 
År 1920 återvände han till Berlin och började verka vid Preussische Akademie der Künste som ledare för arkitekturateljén. År 1923 blev han professor vid Technische Hochschule i Berlin-Charlottenburg. Under denna period utvecklade Poelzig arkitekturstilen Neue Sachlichkeit. Bland annat ritade han ett hus i Weißenhofsiedlung i Stuttgart. År 1929 blev han hedersprofessor vid Technische Hochschule i Stuttgart. Han utformade även en standardutformning av bensinstationer för Deutsche Gasolin.
Repressionerna från nazistregimen tilltog där han bland annat anklagades för att vara kulturbolsjevik. Poelzig planerade att emigrera till Ankara där han erbjudits en tjänst som professor och fått förstapris för sitt förslag på teater- och konserthus i Istanbul 1935. 
30 november 1935 lämnade han sina tjänster vid Preussische Akademie der Künste och som lärare på Technische Hochschule då han uppnått pensionsåldern 65 år. 14 juni 1936 avled han som en följd av ett slaganfall. 

## Galleri

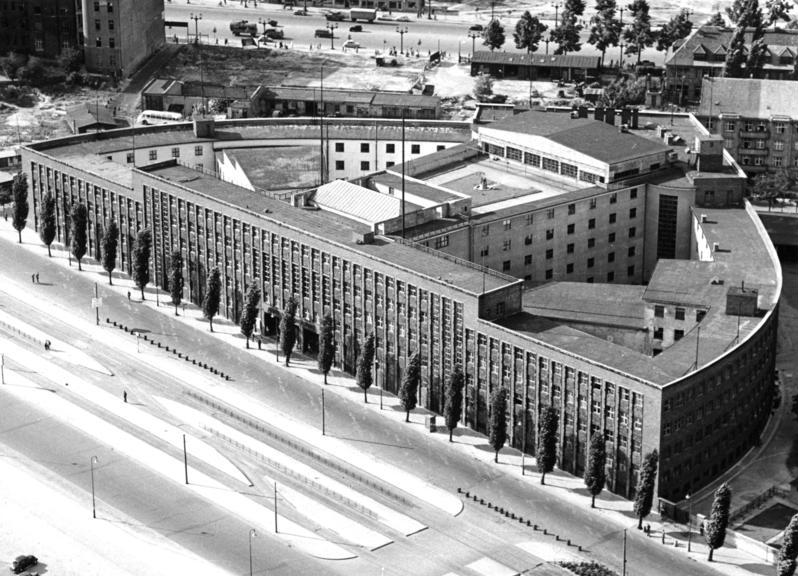
Haus des Rundfunks
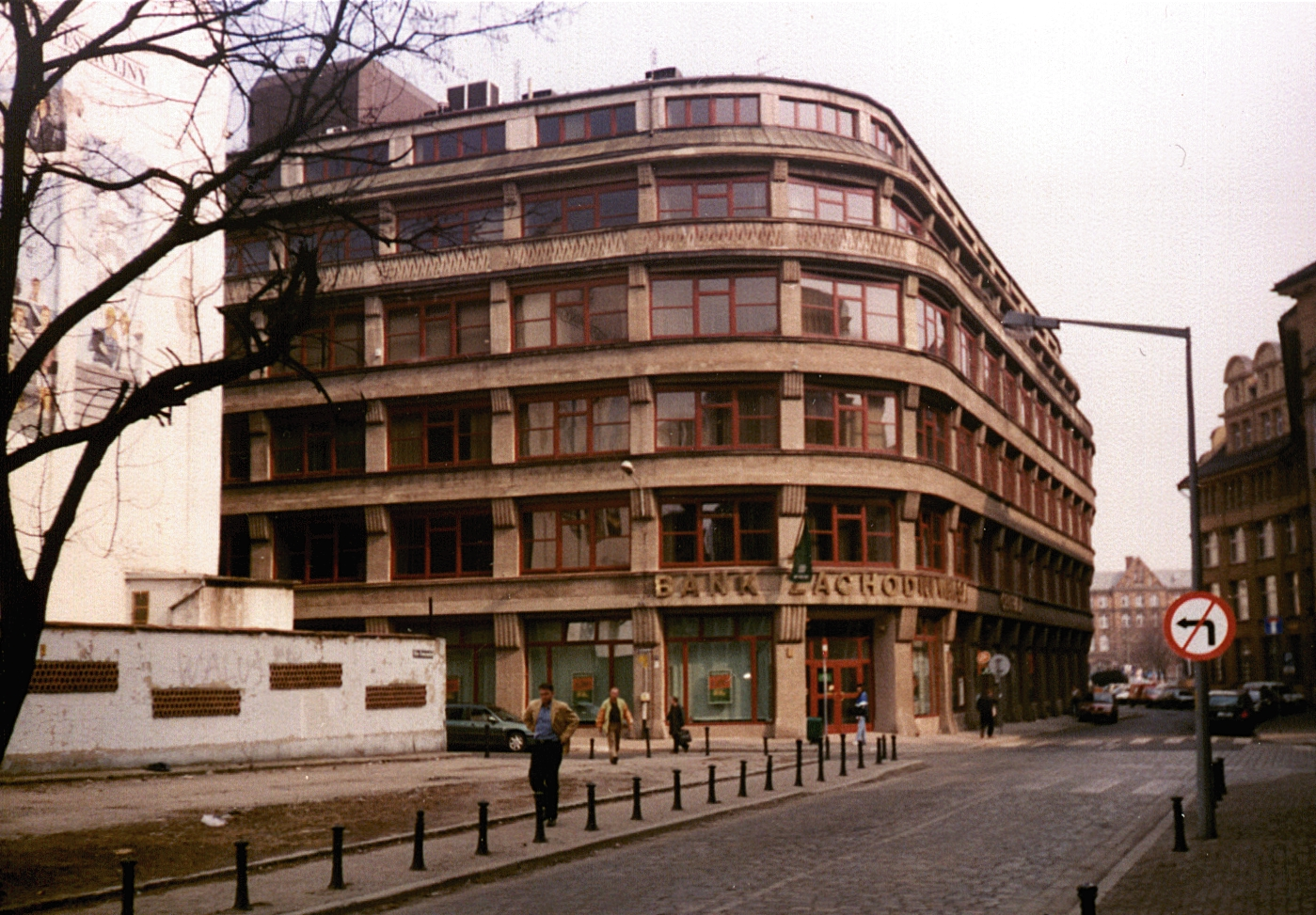
Kontorshus i Breslau (Wrocław), 1912
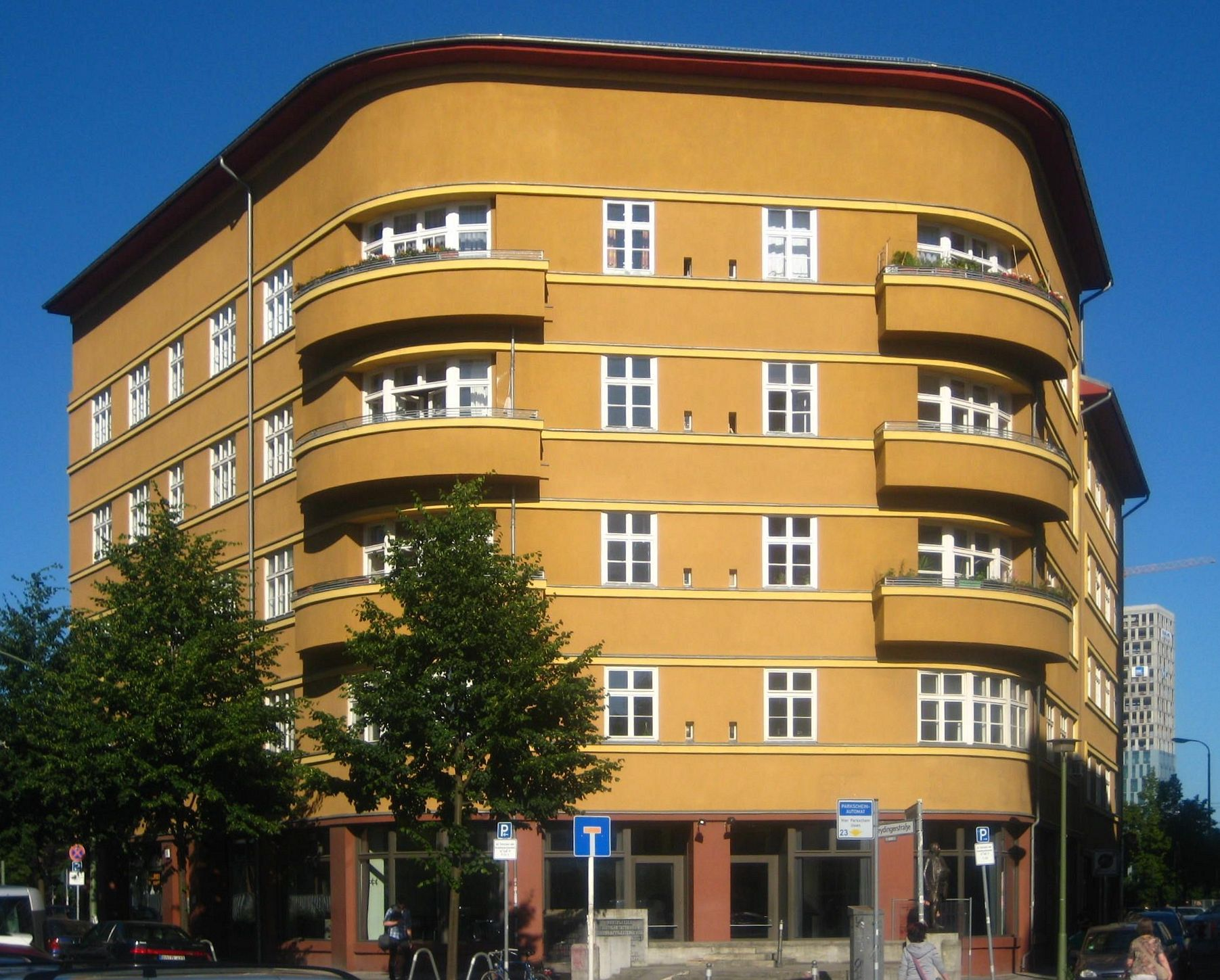
Weydingerstrasse 20/22 i Berlin
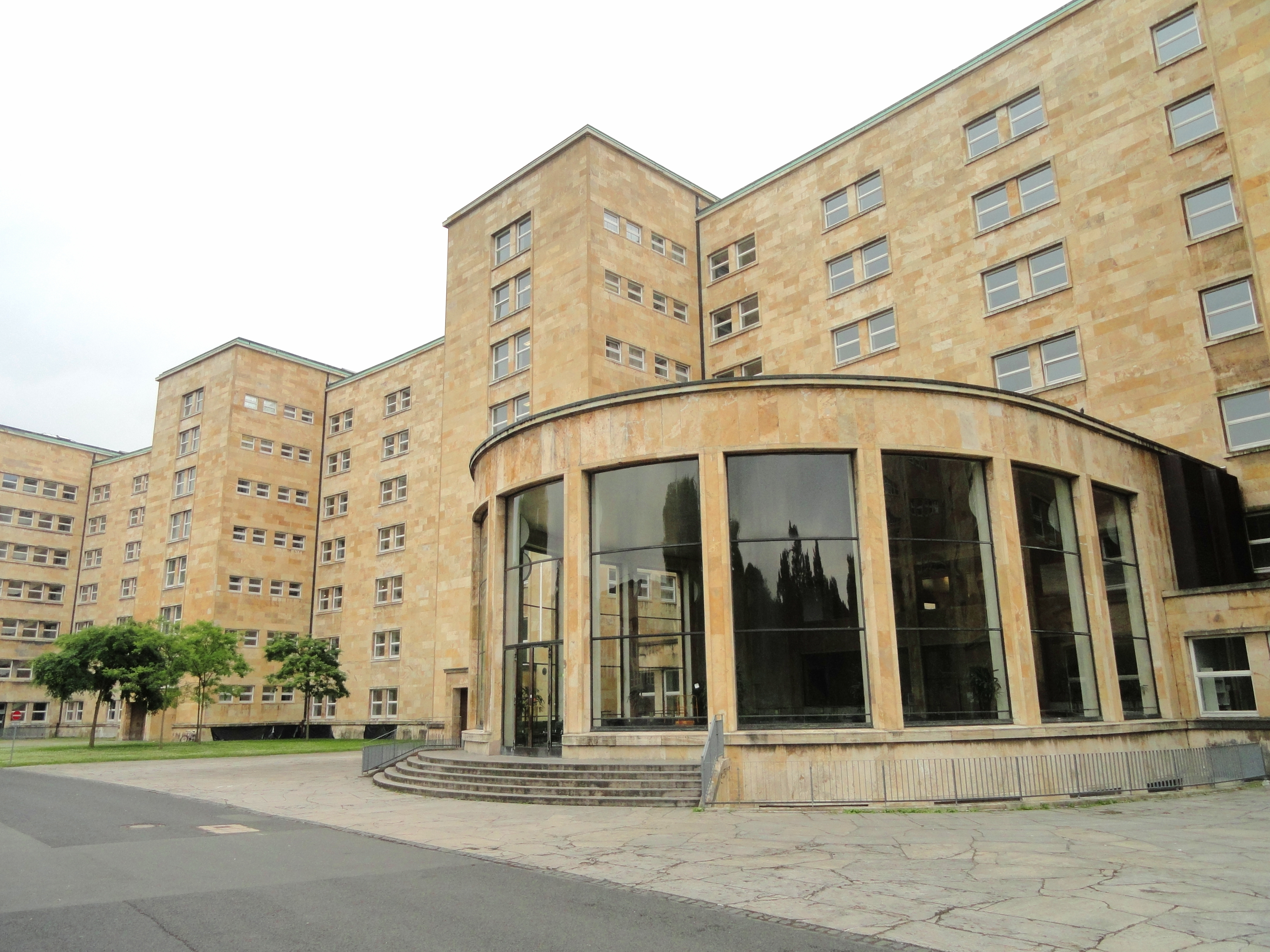
IG Farbens förvaltningsbyggnad